# The New Adventures of Mighty Mouse and Heckle and Jeckle
Pour les articles homonymes, voir Super-Souris.
The New Adventures of Might Mouse and Heckle and Jeckle est une série d'animation américaine en seize épisodes de 25 minutes, diffusée entre le 8 septembre et le 22 décembre 1979 sur le réseau CBS.
Chaque épisode comprend six segments d'animation : deux segments de The New Adventures of Mighty Mouse, deux segments de Heckle and Jeckle, et un segment chacun de Quacula et un chapitre de Mighty Mouse in the Great Space Chase (en).
Il s'agit d'un dérivé des cartoons des années 1940 sur le personnage de Super-Souris et de Hurlu et Berlu.

## Distribution
- Alan Oppenheimer : Super-Souris et Oil Can Harry
- Diane Pershing : Pearl Pureheart
- Frank Welker : Hurlu et Berlu et Quackula
- Norm Prescott : Theodore H. Bear

## Production
Une partie des seize chapitres ont été remontés dans le film de 86 minutes Mighty Mouse in the Great Space Chase (en), sorti en décembre 1982.

### Fiche technique
- Titre : The New Adventures of Mighy Mouse and Heckle and Jeckle
- Création : Filmation
- Réalisation :
- Direction artistique : Alberto de Mello et Jim Fletcher
- Photographie : R. W. Pope
- Montage : Earl Biddle, Jim Blodgett et Ann Hagerman
- Musique : Ray Ellis et Norm Prescott
- Production : Don Christensen
  - Production exécutive : Norm Prescott et Lou Scheimer
- Société de production : Filmation
- Société de distribution : Columbia Broadcasting System
- Pays d'origine :  États-Unis
- Langue originale : anglais
- Format : couleur - 1,78:1 - son Dolby Digital
- Genre : Animation
- Durée : 30 minutes

 Sauf indication contraire, les informations mentionnées dans cette section peuvent être confirmées par la base de données cinématographiques IMDb,  présente dans la section « Liens externes ».

## Épisodes

### Mighty Mouse
1. Mouse of the Desert
2. Stop… Pay Troll
3. Planks a Lot
4. The Exercist
5. The Star of Cucamonga
6. Gypsy Mice
7. Loco Motivations
8. Cats and Robbers
9. Blimp with the Wind
10. Catula
11. Mousrace
12. The Sun Harnesser
13. Movie Mouse
14. Mick Jaguar in Concert
15. Pheline of the Rock Opera
16. Captain Nemo-oh-oh
17. Snow Mouse
18. Haunted House Mouse
19. Cat Ness Monster
20. Rugged Rodent
21. Gorilla My Dreams
22. Cattenstein
23. Cat of the Baskervilles
24. Pearl of the Jungle
25. Moby Whale
26. Big Top Cat
27. The Disorient Express
28. The Maltese Mouse
29. Beau Jest
30. Curse of the Cat
31. Around the World in 80 Ways
32. Tugboat Pearl

### Heckle and Jeckle
1. Goldfeather
2. The Golden Egg
3. The Heroes
4. Cavebirds
5. Show Business
6. Spurs
7. Birds of Paradise
8. The Open Road
9. Robot Factory
10. Farmer and the Crows
11. Foreign Legion Birds
12. Mail Birds
13. The Malcon-tents
14. Bellhops
15. Sphinx!
16. Hang Two
17. Witch Way Outta Here
18. C.B. Birds
19. Shopping Center
20. Where There's a Will
21. Identity Problem
22. Time Warped
23. Invisible Birds
24. Marathon Bird
25. Supermarket
26. Flowered Knighthood
27. Astrobirds
28. Apartment Birds
29. The 25th Century
30. Safari Birds
31. Wonderland
32. Arabian Nights and Days

### Mighty Mouse in the Great Space Chase
Les chapitres sont numérotés de un à seize.